# 岡栄一郎
岡 栄一郎（おか えいいちろう、1891年12月2日 - 1966年12月18日）は、日本の劇作家、評論家。

## 経歴
金沢市上新町に生まれ、15歳のとき、大阪市に移住する。1912年（明治45年）第三高等学校を卒業し、東京帝国大学の英文科に入学する。徳田秋声と遠縁にあたり、栄一郎は上京後、秩声の家の裏の下宿に住んで、徳田家に親しく出入りした。また、大学在学中から夏目漱石の木曜会に参加して漱石に師事し、1915年（大正４年）、漱石が秋声に東京朝日新聞の長編（「奔流」）連載を依頼したときは、栄一郎が両者の間の取次役をつとめた。木曜会を通じて芥川龍之介や久米正雄との交友も始まり、1916年、漱石が死去したときは、芥川らとともに葬儀の受付を担当している 。
1915年、大学卒業後は、逓信省の嘱託となり、かたわら「時事新報」、「演芸画報」に創作批評、劇評、随筆を発表し、辛口批評で知られるようになった。随筆については芥川が「解嘲」で「新らしい時代の随筆で結構ではないか」と評している。 1922年（大正11年）、芥川の勧めで戯曲「意地」を執筆し、芥川の「トロツコ」と並んで『大観』に発表、更に「松永弾正」を『中央公論』に発表する。いずれも武士の意地を批判的に描いた史劇である。1923年（大正12年）、菊池寛が『文芸春秋』 を創刊（当初は同人誌だった）すると、芥川らと共に同人となった。1924年（大正13年）に「松永弾正」、「返り討」（「意地」の改題）、翌年「槍持定助」が新国劇で上演されて脚光を浴びる。また、1925年（大正14年）に映画「中山安兵衛」(原作・脚色)が京都マキノキネマ(主演・沢村長十郎、実川延笑)から封切られた 。
栄一郎の戯曲はほとんどが新解釈を施した史劇であり、戸板康二は「岡栄一郎の戯曲には、大正時代一般の作風が、じつによく出ている。思想的にも、 構成やドラマ・トゥルギーにも、同時代の菊池寛や久米正雄とよく似ている点があるようだ」という。また、大山功は「栄一郎の戯曲は概して大劇場向きのものが多く、豊かなマイム性をもっている。これが新国劇によって上演されたひとつの理由といえる。しかし単なる娯楽性の豊かな作品ではなく風刺的な面をもっていることも見逃せない」と評し、風刺喜劇「大名」（1926年）を代表作としている。 
昭和期には執筆が次第に少なくなり、経済的に困窮、神経衰弱、胃病、痔疾、不眠に苦しむようになった。1931年（昭和6年）から翌年にかけて小説『改版河内山と直侍—遊侠時世粧』を『講談雑誌』に連載した後は創作を発表しなくなる。1935年（昭和10年）、日活多摩川撮影所企画脚本部の嘱託となり日活文芸映画路線に貢献、「裸の町」（真船豊)、「土」(長塚節)、「蒼氓」(石川達三)、「人生劇場」(尾崎士郎〉、「土と兵隊」(火野葦平)などの企画に関与した。 
晩年は文壇から離れていたが、菊池寛との交友は続いており、終戦後の1947年（昭和22年）、GHQから菊池に公職追放の指令が下されたとき、「あれほど自由主義のために、民間人で政府とたたかった人間も少ない」と菊池を擁護した。一方、菊池は栄一郎の長女・岡富久子（1925年－1987年）の学業支援のため、彼女に秘書の仕事を与えていた。1948年（昭和23年）、菊池が自宅で急逝したときも富久子は菊池邸に居合わせており、その様子を「常識 非常識－菊池寛氏の思い出」に描いている。
なお、岡富久子は1949年（昭和24年）、津田塾専門学校外国語科を卒業して文藝春秋新社に入社、文芸記者として『オール読物』・『別冊文藝春秋』・『文學界』・『週刊文春』の編集に携わった。女性で初めて社内記事を書いた記者であり、交流のあった文士に関するエッセーでも知られる。それらのエッセーは『作家の横顔』（垂水書房、1964年）、遺稿集『あざなえる縄』（小沢書店、1990年）にまとめられており、『作家の横顔』の帯文で安岡章太郎が「当代で最も個性的、かつ実感的な作家論集」と評している。

## 著書
- 『石川近代文学全集 15 近代戯曲』（石川近代文学館、1990年）
  - 「意地」・「松永弾正」・「槍持定助」・「大名」・「討たず討たれず」を収録。
- 『コレクション・モダン都市文化 第8巻 デパート』（ゆまに書房、2005年）
  - 「百貨店一景」を収録。